# Castello di Segonzano
Il castello di Segonzano è un castello in rovina situato nel comune di Segonzano in Trentino-Alto Adige.

## Geografia
Il castello, situato a poca distanza dalle frazioni di Piazzo e Saletto, sorge su una propaggine rocciosa che a nord cade a picco direttamente sul torrente Avisio, mentre a sud digrada più dolcemente.

## Storia

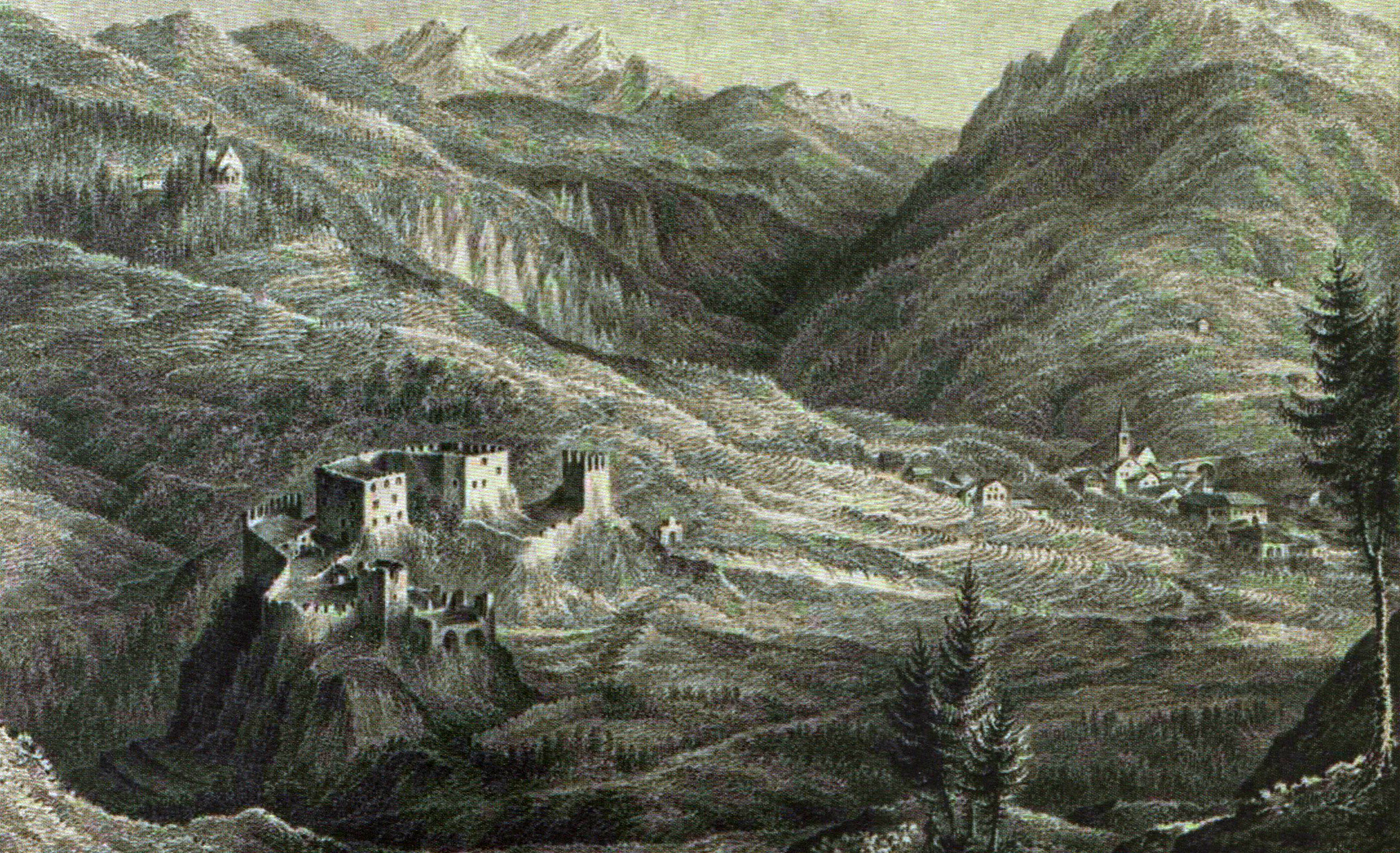
Il castello in una litografia del 1830 di Johanna von Isser Großrubatscher; i tetti sono già crollati, ma le mura sono ancora tutte in piedi

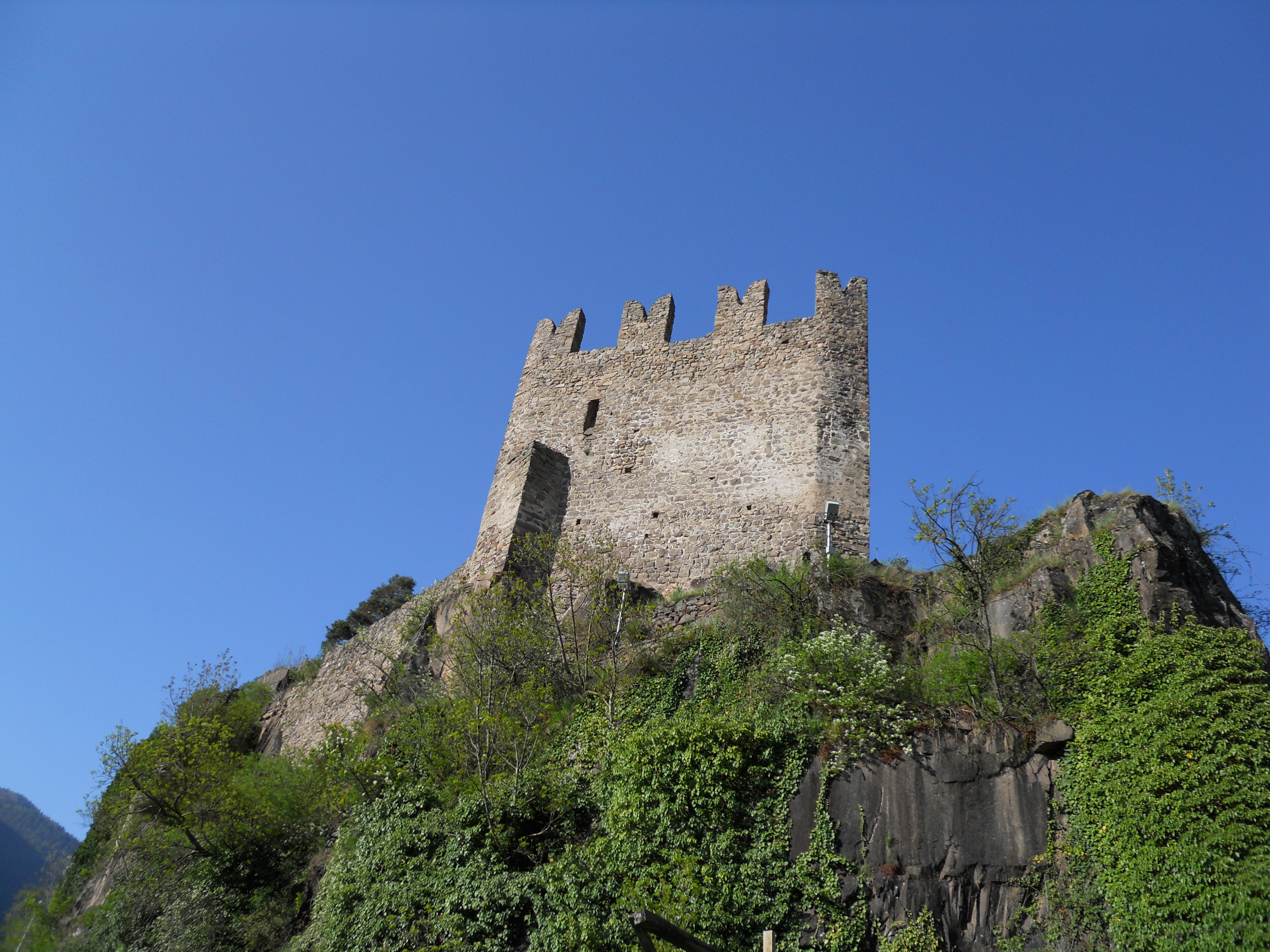
La sezione ancora esistente delle mura del castello

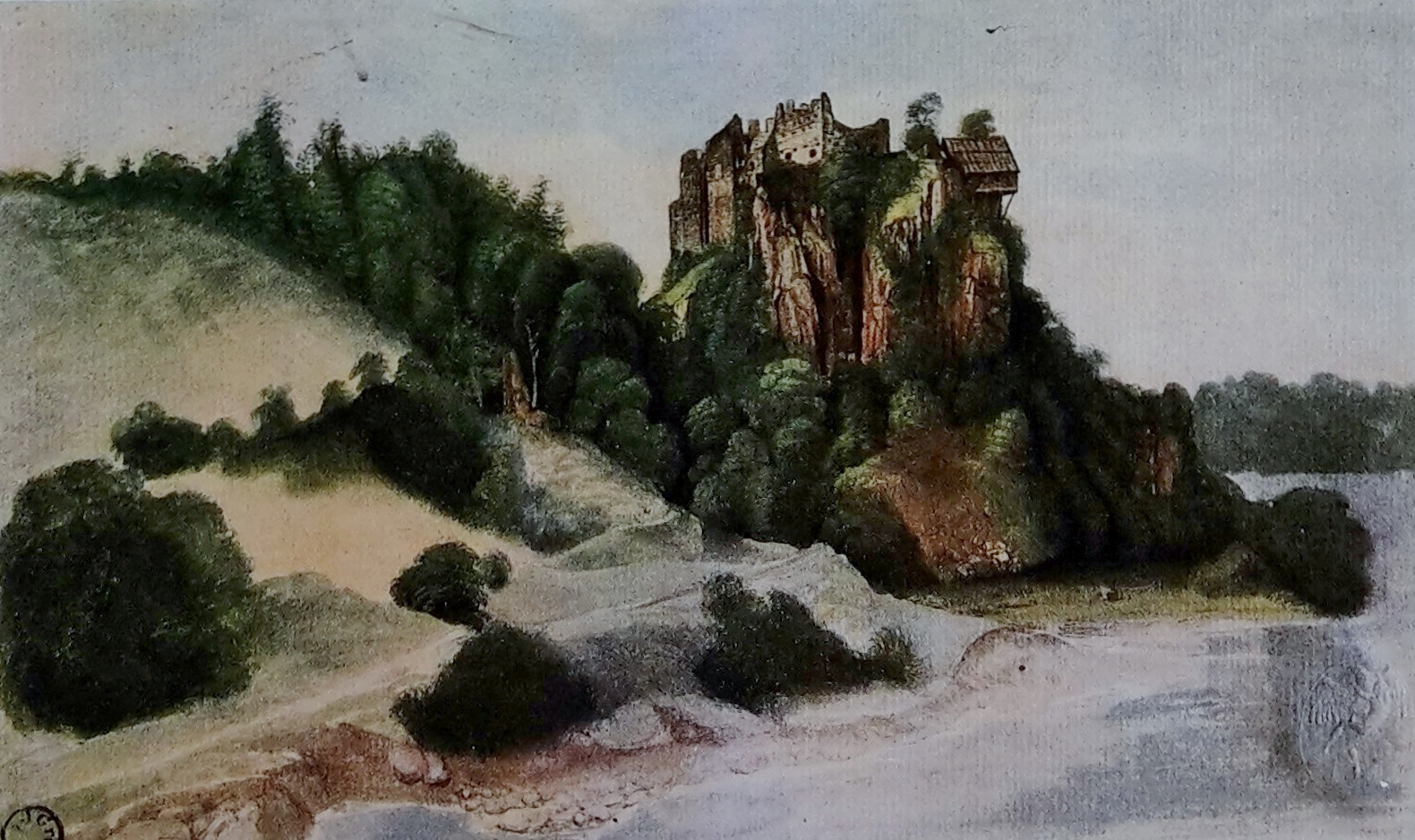
Il castello in un acquerello del Dürer

Alcuni storici locali, quali Carl Ausserer e Berengario Gerola, hanno avanzato l'ipotesi che un castello sul sito sorgesse già alcuni secoli dopo Cristo, facendo risalire la torre di sud-ovest tuttora esistente a quel periodo, ovvero una torre di guardia romana, mentre il resto ad un castelliere preistorico. Non vi sono tuttavia testimonianze scritte al riguardo, e la prima menzione che si ha del castello di Segonzano risale al 16 febbraio 1216, conservata nel Codex Vangianus.
Tale documento riporta l'investitura come feudatario di Rodolfo Scancio ad opera del principe vescovo Federico Vanga, e l'autorizzazione a costruire un castello nelle sue terre. Nel 1288, il dominio del Tirolo passò a Mainardo II, e nel 1304 al figlio Ottone che affidarono il castello e la giurisdizione di Segonzano ai Rottenburgo.
Il dominio del castello e del feudo a partire dagli anni 1390 passò di mano in mano molto velocemente a causa dei disaccordi fra Federico IV d'Asburgo e il vescovo di Trento Giorgio di Liechtenstein, fino a che, nel 1424, il successore di Giorgio, Alessandro di Masovia, lo cedette definitivamente a Federico; da lì, fino al 1500, il castello venne governato da diversi capitani e procuratori alle dipendenze dei conti del Tirolo. Tra il 1494 e il 1495 ospite del capitano Giorgio di Pietrapiana fu Albrecht Dürer.
In quell'anno, Massimiliano d'Asburgo nominò capitano del castello Paolo Lichtenstein, il cui figlio, Cristoforo Filippo, lo vendette al capitano italiano Giovanni Battista a Prato nel 1535, su autorizzazione del principe vescovo Bernardo Clesio.
Nel 1796, il tetto del castello venne gravemente danneggiato durante la battaglia di Segonzano; poiché gli a Prato non risiedevano più lì, ma a Trento o nel loro palazzo di Piazzo, non venne effettuata alcuna riparazione, quindi la fortezza cominciò ad andare in rovina; la sua progressiva degradazione è testimoniata da alcuni paesaggi realizzati fra il 1830 e il 1845, anno nel quale dell'imponente maniero non restavano che pochi ruderi.
Nel 1865, gli a Prato concessero ai contadini locali di utilizzare le pietre del castello, che vennero quindi destinate alle più diverse opere, dai muretti dei campi alla recinzione del cimitero di Piazzo. Ciò che resta del castello, ovvero parte delle mura meridionali e della torre, è stato rimesso in sicurezza nel 2006 ed inaugurato nel 2007, durante una rievocazione storica della battaglia di Segonzano, e viene occasionalmente usato per ospitare eventi all'aperto turistici e culturali.
Nel castello era compresa una cappella, dedicata a san Rocco, costruita intorno al 1467.

## Arte
Il pittore tedesco Albrecht Dürer realizzò due acquerelli raffiguranti il castello, probabilmente nel il suo passaggio nella Val di Cembra durante il viaggio verso Venezia, nel 1494-1495, uno ripreso da nord, presso il ponte di Cantilaga, e l'altro da sudovest, da Faver.